# 王德溢
王德溢，字懋中，號十竹，福建連江縣资寿铺人，明朝政治人物、同進士出身。

## 生平
正德八年（1513年）癸酉科舉人，嘉靖五年（1526年）丙戌科進士，六年授芜湖县知县，調浙江慈溪县知县，十年三月选授监察御史，十六年起復御史原职，十八年巡按广东，十九年三月因举劾泛滥被降职。二十二年十一月降授松江府推官，升徽州府同知，官至广西按察司佥事。